# Pacte Gandhi-Irwin
Le pacte Gandhi-Irwin était un accord politique signé par le Mahatma Gandhi et le Vice-roi des Indes de l'époque, Lord Irwin, le 5 mars 1931, avant la seconde Round Table Conference de Londres. Avant cela, le vice-roi s'était contenté d'annoncer en octobre 1929 une vague offre du statut de dominion à l'Inde britannique, à une date non-déterminée.